# Division Élite 2011
La Division Élite 2011 è la 30ª edizione del campionato di football americano di primo livello, organizzato dalla FFFA.

## Squadre partecipanti
| Club                           | Città               | Stadio | Sponsor ufficiale | Risultato nella stagione 2010 |
| ------------------------------ | ------------------- | ------ | ----------------- | ----------------------------- |
| Argonautes d'Aix-en-Provence   | Aix-en-Provence     |        |                   |                               |
| Black Panthers de Thonon       | Thonon-les-Bains    |        |                   |                               |
| Centaures de Grenoble          | Grenoble            |        |                   |                               |
| Cougars de Saint-Ouen-l'Aumône | Saint-Ouen-l'Aumône |        |                   |                               |
| Dauphins de Nice               | Nizza               |        |                   |                               |
| Flash de La Courneuve          | La Courneuve        |        |                   |                               |
| Spartiates d'Amiens            | Amiens              |        |                   |                               |
| Templiers d'Élancourt          | Élancourt           |        |                   |                               |

## Stagione regolare

### Calendario

#### 1ª giornata
| 5 febbraio 2011 | Templiers d'Élancourt | 3 – 17 (3-3 0-7 0-7 0-0) | Spartiates d'Amiens |  |

| 5 febbraio 2011 | Flash de La Courneuve | 7 – 6 (0-0 0-6 7-0 0-0) | Cougars de Saint-Ouen-l'Aumône |  |

| 6 febbraio 2011 | Argonautes d'Aix-en-Provence | 41 – 0 (7-0 7-0 7-0 20-0) | Black Panthers de Thonon |  |

| 6 febbraio 2011 | Dauphins de Nice | 14 – 28 (7-7 0-0 7-13 0-8) | Centaures de Grenoble |  |

#### 2ª giornata
| 12 febbraio 2011 | Flash de La Courneuve | 19 – 0 (0-0 6-0 6-0 7-0) | Templiers d'Élancourt |  |

| 12 febbraio 2011 | Spartiates d'Amiens | 28 – 35 (7-21 7-0 7-0 7-14) | Cougars de Saint-Ouen-l'Aumône |  |

| 13 febbraio 2011 | Argonautes d'Aix-en-Provence | 27 – 13 (7-0 14-7 0-6 6-0) | Centaures de Grenoble |  |

| 13 febbraio 2011 | Dauphins de Nice | 7 – 21 (0-0 7-7 0-6 0-8) | Black Panthers de Thonon |  |

#### 3ª giornata
| 26 febbraio 2011 | Spartiates d'Amiens | 12 – 14 (6-7 6-0 0-0 0-7) | Flash de La Courneuve |  |

| 26 febbraio 2011 | Dauphins de Nice | 6 – 63 (6-20 0-16 0-13 0-14) | Argonautes d'Aix-en-Provence |  |

| 27 febbraio 2011 | Cougars de Saint-Ouen-l'Aumône | 47 – 28 (14-0 24-14 0-8 9-6) | Templiers d'Élancourt |  |

| 27 febbraio 2011 | Centaures de Grenoble | 17 – 13 (0-7 14-6 0-0 3-0) | Black Panthers de Thonon |  |

#### 4ª giornata
| 5 marzo 2011 | Templiers d'Élancourt | 26 – 14 (12-0 14-0 0-7 0-7) | Black Panthers de Thonon |  |

| 5 marzo 2011 | Flash de La Courneuve | 34 – 14 (6-0 15-14 6-0 7-0) | Dauphins de Nice |  |

| 6 marzo 2011 | Cougars de Saint-Ouen-l'Aumône | 41 – 41 (14-0 13-14 7-20 7-7) | Centaures de Grenoble |  |

| 6 marzo 2011 | Argonautes d'Aix-en-Provence | 21 – 20 (7-7 7-7 7-0 0-6) | Spartiates d'Amiens |  |

#### Anticipi 1
| 12 marzo 2011 | Spartiates d'Amiens | 54 – 0 (13-0 14-0 13-0 14-0) | Dauphins de Nice |  |

| 12 marzo 2011 | Black Panthers de Thonon | 7 – 30 (0-7 7-7 0-3 0-13) | Flash de La Courneuve |  |

#### 5ª giornata
| 19 marzo 2011 | Dauphins de Nice | 19 – 46 (7-13 6-7 6-6 0-20) | Templiers d'Élancourt |  |

| 19 marzo 2011 | Black Panthers de Thonon | 13 – 3 (7-3 0-0 6-0 0-0) | Cougars de Saint-Ouen-l'Aumône |  |

| 20 marzo 2011 | Argonautes d'Aix-en-Provence | 27 – 33 (0-14 7-7 13-6 7-6) | Flash de La Courneuve |  |

#### 6ª giornata
| 27 marzo 2011 | Cougars de Saint-Ouen-l'Aumône | 34 – 38 (0-14 13-9 7-8 14-7) | Argonautes d'Aix-en-Provence |  |

| 27 marzo 2011 | Centaures de Grenoble | 35 – 20 (14-6 7-6 7-8 7-0) | Templiers d'Élancourt |  |

#### 7ª giornata
| 2 aprile 2011 | Dauphins de Nice | 20 – 55 (6-9 8-19 6-21 0-6) | Cougars de Saint-Ouen-l'Aumône |  |

#### Recuperi 1
| 9 aprile 2011 | Templiers d'Élancourt | 28 – 7 (0-0 7-0 14-0 7-7) | Argonautes d'Aix-en-Provence |  |

| 9 aprile 2011 | Centaures de Grenoble | 7 – 35 (0-6 0-22 0-7 7-0) | Spartiates d'Amiens |  |

#### 8ª giornata
| 16 aprile 2011 | Black Panthers de Thonon | 35 – 7 (13-0 8-7 8-0 6-0) | Argonautes d'Aix-en-Provence |  |

| 16 aprile 2011 | Templiers d'Élancourt | 30 – 22 (7-7 9-7 0-0 14-8) | Flash de La Courneuve |  |

| 17 aprile 2011 | Cougars de Saint-Ouen-l'Aumône | 20 – 32 (0-6 7-6 0-7 13-13) | Spartiates d'Amiens |  |

#### Recuperi 2
| 24 aprile 2011 | Centaures de Grenoble | 49 – 0 (21-0 14-0 0-0 14-0) | Dauphins de Nice |  |

#### 9ª giornata
| 30 aprile 2011 | Spartiates d'Amiens | 42 – 14 (0-0 13-6 22-8 7-0) | Templiers d'Élancourt |  |

| 30 aprile 2011 | Black Panthers de Thonon | 35 – 6 (7-0 14-0 7-0 7-6) | Dauphins de Nice |  |

| 1º maggio 2011 | Cougars de Saint-Ouen-l'Aumône | 27 – 34 (7-0 13-14 0-7 7-13) | Flash de La Courneuve |  |

#### Recuperi 3
| 8 maggio 2011 | Centaures de Grenoble | 27 – 7 (7-7 14-0 0-0 6-0) | Argonautes d'Aix-en-Provence |  |

#### 10ª giornata
| 14 maggio 2011 | Flash de La Courneuve | 28 – 7 (14-0 0-0 7-7 7-0) | Spartiates d'Amiens |  |

| 14 maggio 2011 | Black Panthers de Thonon | 14 – 21 (0-7 14-0 0-14 0-0) | Centaures de Grenoble |  |

| 15 maggio 2011 | Templiers d'Élancourt | 18 – 29 (12-14 6-0 0-8 0-7) | Cougars de Saint-Ouen-l'Aumône |  |

#### Recuperi 4
| 21 maggio 2011 | Flash de La Courneuve | 44 – 13 | Centaures de Grenoble |  |

| 21 maggio 2011 | Spartiates d'Amiens | 48 – 0 | Black Panthers de Thonon |  |

| 21 maggio 2011 | Argonautes d'Aix-en-Provence | 49 – 8 | Dauphins de Nice |  |

### Classifiche
Le classifiche della regular season sono le seguenti:
- PCT = percentuale di vittorie, G = partite giocate, V = partite vinte,  P = partite perse, PF = punti fatti, PS = punti subiti

#### Girone Nord
| Pos. | Squadra                        | PCT  | G  | V | N | P | PF  | PS  |
| ---- | ------------------------------ | ---- | -- | - | - | - | --- | --- |
| 1    | Flash de La Courneuve          | .900 | 10 | 9 | 0 | 1 | 265 | 143 |
| 2    | Spartiates d'Amiens            | .600 | 10 | 6 | 0 | 4 | 267 | 139 |
| 3    | Cougars de Saint-Ouen-l'Aumône | .450 | 10 | 4 | 1 | 5 | 297 | 259 |
| 4    | Templiers d'Élancourt          | .400 | 10 | 4 | 0 | 6 | 213 | 251 |

#### Girone Sud
| Pos. | Squadra                      | PCT  | G  | V | N | P  | PF  | PS  |
| ---- | ---------------------------- | ---- | -- | - | - | -- | --- | --- |
| 1    | Centaures de Grenoble        | .650 | 10 | 6 | 1 | 3  | 251 | 215 |
| 2    | Argonautes d'Aix-en-Provence | .600 | 10 | 6 | 0 | 4  | 287 | 204 |
| 3    | Black Panthers de Thonon     | .400 | 10 | 4 | 0 | 6  | 152 | 206 |
| 4    | Dauphins de Nice             | .000 | 10 | 0 | 0 | 10 | 94  | 434 |

## Playoff e playout

### Tabellone
|  | Semifinali | Semifinali                   | Semifinali |                       |    | XVII Casque de Diamant | XVII Casque de Diamant | XVII Casque de Diamant |  |
|  |            |                              |            |                       |    |                        |                        |                        |  |
|  | 1N         | Flash de La Courneuve        | 30         |                       |    |                        |                        |                        |  |
|  | 1N         | Flash de La Courneuve        | 30         |                       |    |                        |                        |                        |  |
|  | 2N         | Spartiates d'Amiens          | 14         |                       |    |                        |                        |                        |  |
|  | 2N         | Spartiates d'Amiens          | 14         |                       | 1N | Flash de La Courneuve  | 45                     |                        |  |
|  |            |                              |            |                       | 1N | Flash de La Courneuve  | 45                     |                        |  |
|  |            |                              | 1S         | Centaures de Grenoble | 27 |                        |                        |                        |  |
|  | 1S         | Centaures de Grenoble        | 1S         | Centaures de Grenoble | 27 | 36                     |                        |                        |  |
|  | 1S         | Centaures de Grenoble        |            |                       |    |                        |                        |                        |  |
|  | 2S         | Argonautes d'Aix-en-Provence | 15         |                       |    |                        |                        |                        |  |

### Semifinali
| 4 giugno 2011 | Flash de La Courneuve | 30 – 14 | Spartiates d'Amiens |  |

| 5 giugno 2011 | Centaures de Grenoble | 36 – 15 | Argonautes d'Aix-en-Provence |  |

### Playout
| 25-26 giugno 2011 | Templiers d'Élancourt | 19 – 26 | Molosses d'Asnières |  |

| 25-26 giugno 2011 | Dauphins de Nice | 15 – 8 | Kangourous de Pessac |  |

### XVII Casque de Diamant
| Parigi 18 giugno 2011 | Flash de La Courneuve | 45 – 27 | Centaures de Grenoble | Stadio Sébastien Charléty |

## Verdetti
- Flash de La Courneuve Campioni della Francia 2011 (9º titolo)
- Templiers d'Élancourt retrocessi in Division 2